# Diospyros srilankana
Diospyros srilankana är en tvåhjärtbladig växtart som beskrevs av I.M.Turner. Diospyros srilankana ingår i släktet Diospyros och familjen Ebenaceae.